# Mycron
Mycron va ser una companyia pionera en la creació d'ordinadors personals. Amb les oficines a Oslo, Noruega, i originalment coneguda com a Norsk Data Industri, va ser fundada el 1975 per Lars Monrad Krohn, un dels co-fundadors de l'empresa Norsk Data. L'obra de l'empresa va culminar amb el llançament del Mycron 2000, el primer ordinador personal en incorporar un Intel 8086 com a microprocessador, l'arquitectura del qual encara avui és un estàndard en el que es basen la immensa majoria dels processadors per ordinador domèstic.

## Ordinadors manufacturats per Mycron
| Model       | Any   | CPU        | Sistema Operatiu |
| MYCRO-1     | 1975  | Intel 8080 | MYCROP           |
| Mycron 3    | (tbd) | (tbd)      | CP/M             |
| Mycron 1000 | (tbd) | Zilog Z80  | MP/M             |
| Mycron 2000 | 1980  | Intel 8086 | CP/M-86; MP/M-86 |